# Maanam być pięknie
Maanam być pięknie – film dokumentalny z 2016 roku, produkcji polskiej, w reżyserii Wojciecha Mosiejczuka.
Film dokumentalny o historii zespołu Maanam – jednej z najpopularniejszych grup muzycznych w Polsce w latach 80. XX wieku.
W filmie pojawia się m.in. Olga Jackowska, Marek Jackowski (materiały archiwalne), John Porter, Milo Kurtis, Bogdan Kowalewski, Marek Niedźwiecki oraz Wojciech Mann.